# Керимов, Гасан Рза оглы
Гасан Рза оглы Керимов (азерб. Həsən Rza oğlu Kərimov; 5 мая 1925, Караюсифли — 1983, СССР) — чабан колхоза имени Орджоникидзе, Герой Социалистического Труда (1966), лишён всех званий и наград.

## Биография
Гасан Керимов родился 5 мая 1925 года в селе Караюсифли (ныне — Бардинский район Азербайджана) в семье крестьянина. Работал чабаном, затем старшим чабаном колхоза имени Орджоникидзе, учился в институте, добился высоких показателей в работе. Настриг шерсти по его отаре составил: 1966 — 6,2, 1967 — 6,9, 1968 — 7 кг с овцы. В 1967 году получил по 152 ягнёнка на 100 овцематок.
Указом Президиума Верховного Совета СССР от 22 марта 1966 года за «достигнутые успехи в развитии животноводства» Гасан Рза оглы Керимов был удостоен звания Героя Социалистического Труда с вручением ордена Ленина и медали «Серп и Молот». Заслуженный овцевод Азербайджанской ССР (1964). Был награждён тремя орденами Ленина и рядом медалей. Избирался депутатом Верховного Совета СССР 7-го и 8-го созывов (1966—1974).
Жил и работал в родном селе. В апреле 1982 года вместе с соучастником совершил убийство женщины, за что 21 апреля 1983 года Верховный Суд Азербайджанской ССР приговорил его к высшей мере наказания. Расстрелян в 1983 году. Указом Президиума Верховного Совета СССР от 28 января 1985 года Гасан Керимов был посмертно лишён всех званий и наград.